# 丹尼森火山
58°25′N 154°27′W / 58.417°N 154.450°W

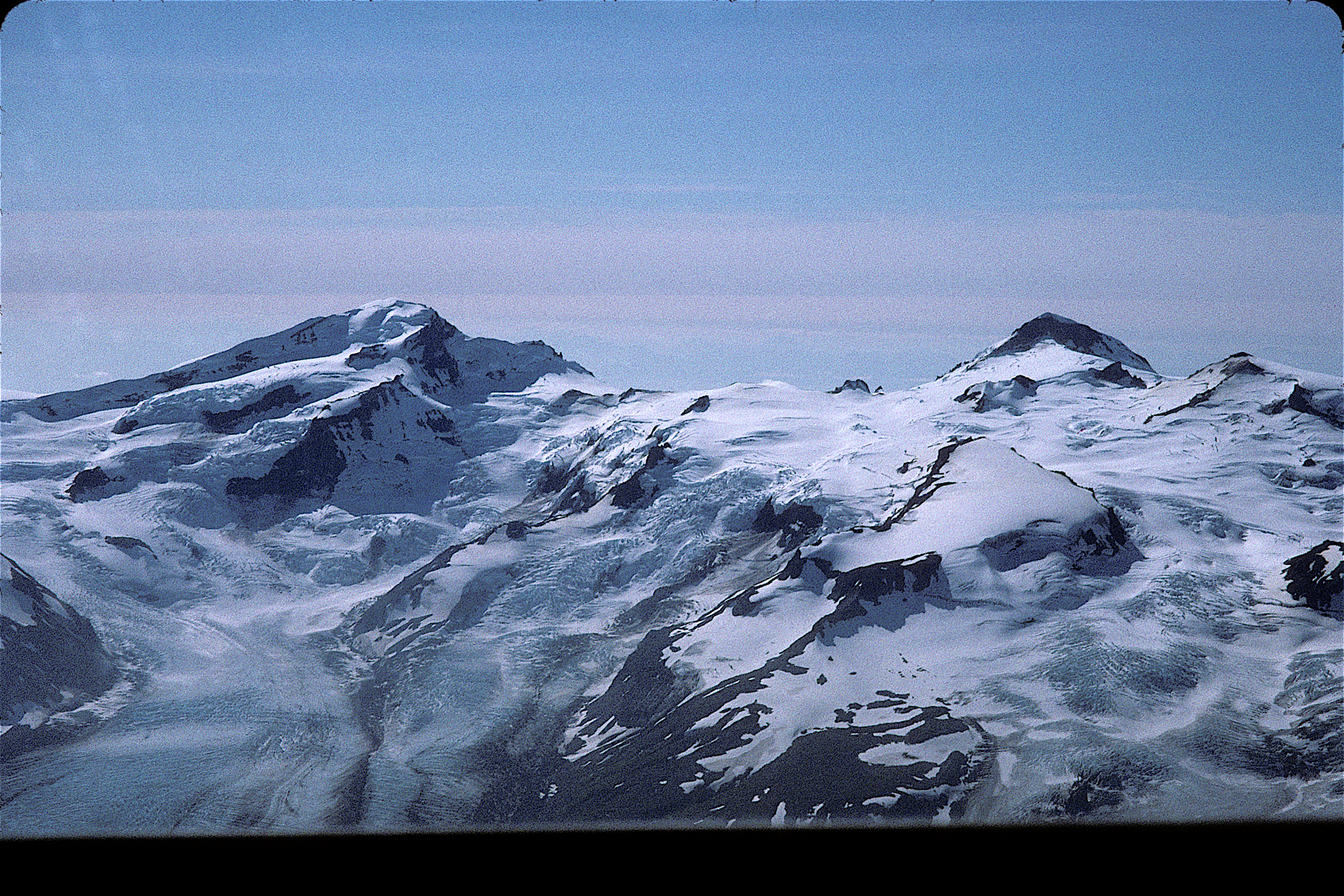

丹尼森火山是美國的火山，位於卡特邁國家公園和自然保護區，由阿拉斯加州負責管轄，屬於阿留申山脈的一部分，海拔高度2,318米。